# Paul Guldin
Paul Guldin, właściwie Habakkuk Guldin (ur. 12 czerwca 1577 w Sankt Gallen, zm. 3 listopada 1643 w Grazu) – szwajcarski duchowny katolicki i naukowiec; matematyk, astronom i jezuita. Sformułował twierdzenie, zwane później twierdzeniem Guldina lub twierdzeniem Pappusa-Guldina, mówiące że pole powierzchni otrzymanej przez obrót krzywej dookoła nieprzecinającej jej osi jest równe długości tej krzywej pomnożonej przez obwód koła opisanego przy tym przez środek masy krzywej. Pełnił funkcje profesora matematyki na uniwersytetach w Grazu i Wiedniu.

## Życiorys
Na świat przyszedł jako Habakkuk Guldin, w rodzinie mającej korzenie żydowskie. Jego rodzice byli już jednak chrześcijanami, a dokładniej protestantami, i w tej właśnie wierze został wychowany. Po osiągnięciu pełnoletniości Guldin pracował jako pomocnik złotnika i handlarz obwoźny; później sam został złotnikiem. W wieku 20 lat przebywał we Freising, gdzie po lekturze kilku książek o tematyce religijnej zdecydował się na zmianę wyznania na katolickie. Przybrał wówczas imię Paweł (Paul), nawiązujące do Pawła Apostoła, który również był żydem nawróconym na chrześcijaństwo. Jakiś czas później udał się do Monachium, gdzie dołączył do jezuitów. Wstępując do zakonu, rozpoczął również edukację, obowiązkową dla każdego nowicjusza. W czasie nauki okazało się, że Guldin ma szczególne predyspozycje do matematyki. W związku z tym został w 1609 wysłany do Rzymu, gdzie rozpoczął studia matematyczne w Collegio Romano, pod okiem Claviusa, jednego z najbardziej cenionych wówczas matematyków. Po zakończeniu studiów Guldin rozpoczął pracę jako nauczyciel matematyki w kolegium jezuickim w Rzymie. W 1617 przeniósł się do Grazu, gdzie kontynuował pracę dydaktyczną. W rok po przenosinach do Austrii, ukazała się pierwsza praca Guldina – Refutatio elenchi calendarii Gregoriani a Setho Calvisio conscripti, w której uzasadniał założenia dotyczące reformy kalendarza.
W 1622 opublikował kolejną pracę. Jej tematem było wyznaczanie środka masy Ziemi. Guldin twierdził, że środek masy każdego wielkiego ciała ma tendencję do zmieniania swojego położenia. Jego zdaniem środek masy Ziemi zbiegnie się kiedyś ze środkiem masy Wszechświata, a więc – co za tym idzie – Ziemia nie będzie się wiecznie poruszała. W 1623 został mianowany profesorem matematyki uniwersytetu wiedeńskiego. W 1629 przybył na Śląsk, do księstwa żagańskiego, gdzie uczył w jednej z jezuickich szkół. Po kilku latach wrócił jednak do pracy na uczelni w Wiedniu, gdzie wykładał do 1637, kiedy to przeniósł się do Grazu. Guldin znał wielu innych uczonych, stale korespondował między innymi z Johannesem Keplerem, z którym dyskutował zarówno na tematy dotyczące nauki jak i religii. Z tej korespondencji zachowały się jednak tylko listy pisane przez Keplera. Wiadomo, że Guldin wspierał Keplera i interweniował w jego sprawach na dworze. Jako że Kepler miał przez pewien czas problemy finansowe, Guldin, dzięki znajomości z Zucchim, zorganizował mu teleskop, niezbędny do prowadzenia obserwacji. Próbował go również namówić do przejścia na katolicyzm.
Najważniejszym dziełem Guldina jest Centrobaryca seu de centro gravitatis trium specierum quantitatis continuae, wydana w czterech częściach, publikowanych między 1635 a 1641. Część pierwsza zawierała podsumowanie najważniejszych zagadnień, nad którymi pracowali XVII-wieczni matematycy i wprowadzenie w temat, nad którym Guldin pracował, czyli środki geometryczne. Kontynuował także rozważania dotyczące środka Ziemi. W części drugiej, która ukazała się w 1640, omawiał przede wszystkim figury powstałe w wyniku obrotu innych figur. Zawarł tam również swoje najsłynniejsze twierdzenie. Część historyków oskarżało go o plagiat, twierdząc że właściwym autorem był Pappus. Inni uczeni bronią Guldina i twierdzą, że nie uważał on siebie za odkrywcę tego twierdzenia, a tylko je na nowo sformułował. W części trzeciej swojej pracy Guldin skupił się na sprawach dotyczących obliczania powierzchni i objętości stożków, walców oraz brył obrotowych. W części czwartej skupił się na krytyce metod używanych przez niektórych matematyków, zwłaszcza Cavalieriego. 
Guldin posiadał własny księgozbiór, co było dość niespotykane wśród członków zakonu jezuitów. Około 300 dzieł z tej kolekcji zachowało się do dzisiaj. Większość z tych książek kupił sam Guldin i nie miały one poprzednich właścicieli. Trzy z nich zostały zakupione już po jego śmierci, co sugeruje, że zatrudniał on kogoś, kto zajmował się jego księgami. Większość dzieł wchodzących w skład jego biblioteki dotyczyła nauki. Interesowały go zwłaszcza prace Galileusza, Finaeusa i Federico Commandino. Interesowała go również technika: miał wiele książek opisujących systemy fortyfikacji czy konstrukcję dział i maszyn.
Paolo Casati w pracy Terra machinis mota z 1658 wyobraża sobie rozmowę między Guldinem, Galileuszem a Mersennem na tematy związane z kosmologią, geografią, astronomią i geodezją.